# أندرو هاوس
أندرو هاوس (بالإنجليزية: Andrew House)‏ هو رئيس ‏ وكبير الإداريين التنفيذيين بريطاني، ولد في 23 يناير 1965 في ويلز في المملكة المتحدة.